# Riserva naturale Badia Prataglia
La riserva naturale biogenetica Badia Prataglia è un'area naturale protetta statale sui territori della Regione Toscana e della Regione Emilia-Romagna istituita con Decreto Ministeriale del 13 luglio 1977.
Occupa una superficie di 2526 ettari all'interno del Parco nazionale delle Foreste Casentinesi, Monte Falterona e Campigna.
La porzione romagnola della Foresta è conosciuta come "Foresta della Lama", mentre quella toscana come "Foresta di Fiume d'Isola".
La riserva è una delle 149 riserve naturali e foreste demaniali del Raggruppamento Carabinieri per la Biodiversità ed è inserita nel complesso delle Riserve Naturali Biogenetiche Casentinesi gestite dal Reparto Carabinieri Biodiversità di Pratovecchio (AR). 

## Storia
Nel 1380 la Repubblica Fiorentina sconfigge militarmente i conti Guidi. La foresta fu confiscata ed assegnata all'Opera del Duomo di Santa Maria Novella. Nel 1838 la foresta passò sotto le Reali Possessioni del Granducato di Toscana. Il Granduca Leopoldo II ne affidò la gestione a Karl Simon (che italianizzò il suo nome in Carlo Siemoni), tecnico forestale boemo. Nel 1853 il Granduca Leopoldo II acquistò a titolo privato la Reale ed Imperiale foresta di Casentino di cui faceva parte anche la Scodella. Dal 1900 la foresta venne ceduta dai Lorena al Cavalier Ubaldo Tonietti e da questi nel 1905 alla S.A.I.F. ( Società Anonima Industrie Forestali), società privata che la sfruttò notevolmente per la produzione di traverse ferroviarie e carbone. Il 2 marzo 1914 la foresta fu acquistate dall'Azienda speciale per il Demanio Forestale di Stato. Dal anno 1914, la foresta è gestita dal Corpo Forestale dello Stato, ora Arma dei Carabinieri.

## Ambiente

### Fauna
La fauna maggiore è costituita da ungulati come cervi, daini, caprioli, cinghiali e mufloni ; è presente anche il loro predatore naturale, il lupo. Testimonianze della presenza del Lupo sia hanno sin dall'inizio del 1800. La passata presenza dell'orso (Ursus arctos) , ha lasciato il segno nella toponomastica di queste montagne (Siepe dell'Orso, Pian dell'Orso; Ca'dell'Orso, ecc.) giacché la caccia spietata alla quale è stato sottoposto lo ha portato all'estinzione nei primi decenni dell'Ottocento. Nella Riserva vive anche il gatto selvatico ( Felis silvestris silvestris). Inoltre, sono presenti numerose specie di chirotteri, tra cui : Nyctalus noctula, Nyctalus leisleri, Plecotus auritus , Plecotus austriacus e Barbastella barbastellus. L'avifauna è particolarmente ricca di specie tra le quali : l'Aquila reale ed il Picchio nero. Tra gli anfibi si ricorda: Salamandra salamandra, Salamandrina perspicillata e Speleomantes italicus. Tra gli insetti : Rosalia alpina e Osmoderma eremita.

### Flora
Il paesaggio vegetale varia in relazione alle fasce altimetriche, con le locali condizioni climatiche, nonché in relazione alla passata attività antropica.
I tipi fondamentali di vegetazione forestale sono:
- Bosco misto di faggio e abete bianco con presenza di acero montano, acero riccio, olmo montano, frassino, tiglio e tasso;
- Faggeta pura;
- Bosco di conifere composto da abetine di abete bianco con presenza di particelle di specie diffuse artificialmente come ad esempio pino nero, abete di douglas ecc.;
- Boschi misti di latifoglie (esclusivamente sul versante meridionale) con cerro, carpino nero, carpino bianco, roverella, acero opalo, acero campestre, rovere, orniello.

Per una più dettagliata descrizione delle specie floristiche ivi presenti si rimanda alla pagina del Parco Nazionale delle Foreste Casentinesi, Monte Falterona e Campigna